# Ischyrosaurus
Ischyrosaurus ("silný ještěr") byl rod velkého sauropodního dinosaura, patřícího možná do čeledi Brachiosauridae. Žil v období svrchní jury, asi před 155 miliony let (geologický věk kimmeridž), a to na území dnešního hrabství Dorset na jihu Anglie.

## Historie
Tento taxon byl pojmenován na základě objevu jediné izolované pažní kosti (humeru), později označené jako NHMUK R41626. Fosilii objevil v lokalitě Clavell’s Tower (Hen Cliff) roku 1868 lékař a amatérský paleontolog John W. Hulke, o rok později o ní poprvé referoval v odborné literatuře. Teprve roku 1874 připojil vědecké jméno, které ale mezitím již použil americký paleontolog Edward Drinker Cope pro jinou fosilii.
Později byla fosilie označována za materiál příslušející k rodům Ornithopsis nebo Pelorosaurus, v roce 2004 byla označena za nomen dubium (pochybné vědecké jméno). Novější přehled starých britských dinosauřích fosilií z roku 2010 stanovuje příbuznost "ischyrosaura" k čeledi Rebbachisauridae a kladu Titanosauriformes, přesnější taxonomické zařazení je ale vzhledem k chybějícím diagnostickým znakům nemožné.